# NGC 2294
NGC 2294 (również PGC 19729) – galaktyka eliptyczna (E6), znajdująca się w gwiazdozbiorze Bliźniąt. Odkrył ją 22 lutego 1849 roku George Stoney – asystent Williama Parsonsa.